# Pierre IV de Toulouse-Lautrec
Pour les articles homonymes, voir Pierre de Lautrec.
Pierre IV de Toulouse-Lautrec (1330 - 1392) est vicomte de Lautrec, de 1343 à sa mort. Il est aussi seigneur de Montredon, de Saint-Germier et de La Mortinié.

## Biographie
Pierre IV de Toulouse-Lautrec est le fils aîné du vicomte Amalric II de Toulouse-Lautrec (1295 - 1343). Membre de la famille de Toulouse-Lautrec, il est l'ancêtre du peintre Henri de Toulouse-Lautrec. À la mort de son père en 1343, il hérite d'une part de la vicomté de Lautrec, mais partage le domaine avec de nombreux autres vicomtes dont la plupart sont ses cousins éloignés. Son frère, Amalric III de Toulouse-Lautrec, obtient quant à lui la seigneurie de Puechmignon.
En 1354, son oncle Guy de Lautrec, comte du Caylar, le fait héritier de ses biens. Il réalise son testament le 28 octobre 1383, mais ne décède finalement qu'en 1392, en son château de Montredon.

## Mariage et postérité
Pierre IV de Toulouse-Lautrec épouse une de ses cousines éloignée, Hélène de Lautrec-Vénès, dont il a :
- Pierre V de Toulouse-Lautrec, vicomte après lui ;
- Jean de Toulouse-Lautrec, seigneur de Saint-Germier ;
- Jeanne de Toulouse-Lautrec (1360 - 1397), mariée à un certain Arnaud Bellafar et dont la fille unique épouse un membre de la famille de Rigaud de Vaudreuil.